# Katedra św. Juliana w Le Mans
Katedra św. Juliana w Le Mans (fr. Cathédrale St-Julien du Mans) – katedra rzymskokatolicka w Le Mans, we Francji. Jest poświęcona św. Julianowi z Le Mans, który był pierwszym honorowym biskupem miasta.
Jest siedzibą biskupa z Le Mans.
Katedrę pod względem architektonicznym wyróżnia silny kontrast między romańską nawą a gotyckim chórem. 
W każdy niedzielny poranek ma miejsce tradycyjny targ na Placu Hugonotów w pobliżu katedry.